# Lepthyphantes kratochvili
Lepthyphantes kratochvili là một loài nhện trong họ Linyphiidae.
Loài này thuộc chi Lepthyphantes. Lepthyphantes kratochvili được Jean-Louis Fage miêu tả năm 1945.